# 窓辺のほんきーとんく
『窓辺のほんきーとんく』（まどべのほんきーとんく）は、2008年9月27日公開の日本映画。

## キャスト
- 石井晃 - 辻岡正人
- 眞名水 - 吉沢明歩
- 村崎 - 安藤彰則
- 野村 - 椎葉智
- 多菜子 - 神楽坂恵
- 峯田 - ホリケン。
- みちる - 今野悠夫

## スタッフ
- 監督 - 堀井彩
- エグゼクティブ・プロデューサー - 小田泰之
- プロデューサー - 増田俊樹
- アソシエイト・プロデューサー - 森口あゆみ、弘瀬謙二
- 脚本 - 堀井彩、小田泰之
- 撮影 - 百瀬修司
- 照明 - 太田博
- 録音 - 松本治樹
- 音楽 - 広瀬謙二、花澤孝一
- 編集 - 岡田しのぶ
- MA - 杉山勉
- スチール - 大蔵俊介
- 制作担当 - 櫻井瞳
- 制作主任 - 櫻井宏子
- 車輌 - 東原豊治
- キャスティング - 増田俊樹
- 美術装置 - 素人の乱5号店
- 美術装飾 - アンブレラ
- ヘア＆メイク - 今野亜季
- 特殊メイク - 倉茂侑資
- 衣裳 - 森口あゆみ、山田圭一、疋田健
- 製作 - アムモ
- 制作協力ムーンストーン、エーアワーズ
- 配給 - アムモ
- 挿入歌
  - 「ジョーの肖像」
  - 「あの娘」
  - 「飛んでイスタンブール」
  - 「凪の時間」
  - 「DAYS」
- エンディング曲「目抜き通りに踊るヒーロー」